# Lakhoualqa
Lakhoualqa  (in arabo لخوالقة‎?) è un centro abitato e comune rurale del Marocco situato nella provincia di Youssoufia, regione di Marrakech-Safi. Conta una popolazione di 16 375 abitanti (censimento 2014).